# 17072 Athiviraham
17072 Athiviraham è un asteroide della fascia principale. Scoperto nel 1999, presenta un'orbita caratterizzata da un semiasse maggiore pari a 2,2606938 UA e da un'eccentricità di 0,0894300, inclinata di 7,76062° rispetto all'eclittica.